# Dorysthenes indicus
Dorysthenes indicus là một loài bọ cánh cứng trong họ Cerambycidae.